# Louis Leplée
Louis Leplée, född 7 april 1883, död 6 april 1936, var direktör för den franska nattklubben Le Gerny's i Paris. Leplée var den som upptäckte Édith Piaf och lät henne sjunga på klubben, vilket blev hennes genombrott. Han var också den som kom på hennes artistnamn Piaf som betyder sparv. Leplée blev senare mördad, Édith Piaf var under en period misstänkt för mordet men avskrevs senare från utredningen. Mordet på Leplée har förblivit olöst.
Louis Leplée spelas av Gérard Depardieu i filmen La vie en rose – berättelsen om Edith Piaf.